# Championnat de Suède de football 2010
Navigation
Championnat de Suède 2009 Championnat de Suède 2011
Le Championnat de Suède de football 2010 est la 86e édition de ce championnat.
L'AIK Solna va tenter de conserver son titre.

## Qualifications européennes
Ligue des champions
À l'issue de la saison, le champion est qualifié pour le deuxième tour préliminaire de la Ligue des Champions 2011-12. L'AIK Solna, en tant que champion 2009 dispute donc l'édition 2010-11.
Ligue Europa
La Suède dispose de quatre places pour la Ligue Europa 2010-2011.
- deux places sont attribuées au deuxième et troisième du championnat national ;
- une place est attribuée au vainqueur de la Coupe de Suède. Si celui-ci est déjà qualifié pour la Ligue Europa de par son classement en Allsvenskan, une place supplémentaire est attribuée en championnat. Si le vainqueur de la Coupe de Suède est déjà qualifié pour la Ligue des Champions, le finaliste se voit attribuer la place en Ligue Europa. Si le finaliste est lui-même qualifié pour la Ligue Europa via le championnat d'Allsvenskan, la place en Ligue Europa revient au premier non qualifié en championnat ;
- la dernière place est attribuée au vainqueur du trophée du Fair-Play, la Suède étant classée dans les trois premières nations de ce classement pour la saison 2010-11 avec le Danemark et la Finlande.

Les deux places attribuées via le championnat sont qualificatives pour les deuxième et troisième tours de qualification de la Ligue Europa. L'ordre est déterminé par la place en championnat. Selon ce modèle, l'IF Elfsborg est qualifié pour le deuxième et l'IFK Göteborg pour le troisième.
La place attribuée pour le vainqueur de la Coupe est qualificative pour le premier tour de qualification de la Ligue Europa. l'AIK ayant remporté la coupe, la place en Ligue Europa revenait au finaliste, l'IFK Göteborg. Ce dernier étant lui-même qualifié via le championnat, c'est le premier non-qualifié pour une compétition européenne (Kalmar), qui prend cette place.
Pour ce qui est de la place attribuée au titre du fair play, elle offre une qualification pour le premier tour de la Ligue Europa. Elfsborg (1er) et Kalmar (2e) étant déjà qualifiés via le championnat, c'est donc BK Häcken (8e) qui prend cette dernière place. C'est la deuxième fois que le club participe à la Coupe d'Europe par ce biais, et la huitième fois qu'un club suédois est récompensé au titre du fair play depuis la saison 1995-96, date de mise en place de ce prix.

## Les 16 clubs participants
| Club              | Classement 2009 | Entraîneur               | Stade              | Capacité | 1re saison en Allsvenska | En Allsvenska depuis |
| ----------------- | --------------- | ------------------------ | ------------------ | -------- | ------------------------ | -------------------- |
| AIK Solna         | 1               | Mikael Stahre            | Råsunda            | 36 000   | 1924–25                  | 2006                 |
| IFK Göteborg      | 2               | Stefan Rehn Jonas Olsson | Gamla Ullevi       | 18 000   | 1924–25                  | 1977                 |
| IF Elfsborg       | 3               | Magnus Haglund           | Borås Arena        | 16 599   | 1926–27                  | 1997                 |
| Kalmar FF         | 4               | Nanne Bergstrand         | Fredriksskans      | 8 500    | 1949–50                  | 2004                 |
| BK Häcken         | 5               | Peter Gerhardsson        | Rambergsvallen     | 8 480    | 1983                     | 2009                 |
| Örebro SK         | 6               | Sixten Boström           | Behrn Arena        | 14 500   | 1946–47                  | 2007                 |
| Malmö FF          | 7               | Roland Nilsson           | Swedbank Stadion   | 21 000   | 1931–32                  | 2001                 |
| Helsingborgs IF   | 8               | Bo Nilsson               | Olympia            | 17 173   | 1924–25                  | 1993                 |
| Trelleborgs FF    | 9               | Tom Prahl                | Vångavallen        | 10 500   | 1985                     | 2007                 |
| Gefle IF          | 10              | Per Olsson               | Strömvallen        | 7 300    | 1933–34                  | 2005                 |
| GAIS              | 11              | Alexander Axén           | Gamla Ullevi       | 18 000   | 1924–25                  | 2006                 |
| IF Brommapojkarna | 12              | Kim Bergstrand           | Grimsta IP         | 8 000    | 2007                     | 2009                 |
| Halmstads BK      | 13              | Thom Åhlund              | Örjans Vall        | 16 185   | 1933–34                  | 1993                 |
| Djurgårdens IF    | 14              | Andrée Jeglertz          | Stockholms Stadion | 14 417   | 1927–28                  | 2001                 |
| Mjällby AIF       | 1 (Superettan)  | Peter Swärdh             | Strandvallen       | 8 500    | 1980                     | 2010                 |
| Åtvidabergs FF    | 2 (Superettan)  | Daniel Wiklund           | Kopparvallen       | 11 000   | 1951–52                  | 2010                 |

## Super Coupe
La Super Coupe voit s'affronter avant le début de la saison, les vainqueurs du championnat et de la Coupe de l'année précédente. Cette année, l'AIK ayant réalisé le doublé coupe-championnat en 2009, c'est l'IFK Göteborg, finaliste de la dernière Coupe de Suède, qui dispute le trophée à l'AIK. L'IFK Göteborg ayant également terminé 2e du championnat 2009, la Supercoupe 2010 offre donc un affrontement direct entre les deux équipes qui ont animé la saison 2009.
| 6 mars 2010 | AIK (Allsvenskan)  | 1 - 0 | IFK Göteborg (Allsvenskan) | Råsunda, Solna                                       |                                                      |
| 16h00 CET   | Antônio Flávio 22e |       |                            | Spectateurs : 2 537 Arbitrage : Markus Strömbergsson | Spectateurs : 2 537 Arbitrage : Markus Strömbergsson |
| 16h00 CET   | Source             |       |                            | Spectateurs : 2 537 Arbitrage : Markus Strömbergsson | Spectateurs : 2 537 Arbitrage : Markus Strömbergsson |

| AIK | IFK Göteborg |

| AIK Solna :   |    |                        |     |     |     |
|               |    |                        |     |     |     |
| GB            | 12 | Tomi Maanoja           |     |     |     |
| DD            | 14 | Kenny Pavey            |     | 35e |     |
| DC            | 3  | Per Karlsson           |     |     |     |
| DC            | 6  | Walid Atta             |     | 79e |     |
| DG            | 4  | Nils-Eric Johansson    |     |     |     |
| MD            | 10 | Martin Kayongo-Mutumba |     |     |     |
| M             | 5  | Jorge Ortiz            |     |     |     |
| M             | 8  | Daniel Tjernström (c)  |     |     |     |
| MG            | 7  | Bojan Djordjic         |     | 31e |     |
| A             | 33 | Sebastián Eguren       |     | 76e |     |
| A             | 11 | Antônio Flávio         | 22e | 73e | 75e |
| Remplaçants : |    |                        |     |     |     |
| GB            | 76 | Lee Baxter             |     |     |     |
| D             | 2  | Niklas Backman         |     |     |     |
| M             | 15 | Kevin Walker           |     |     |     |
| M             | 24 | Daniel Gustavsson      |     |     |     |
| M             | 28 | Viktor Lundberg        |     |     |     |
| A             | 9  | Miran Burgić           |     |     | 75e |
| A             | 26 | Pontus Engblom         |     |     |     |
| Entraîneur :  |    |                        |     |     |     |
| Mikael Stahre |    |                        |     |     |     |

| IFK Göteborg :             |    |                      |     |     |
|                            |    |                      |     |     |
| GB                         | 1  | Kim Christensen      |     |     |
| DD                         | 16 | Erik Lund            |     |     |
| DC                         | 10 | Ragnar Sigurðsson    |     |     |
| DC                         | 2  | Karl Svensson        |     |     |
| DG                         | 14 | Hjálmar Jónsson      | 36e |     |
| MD                         | 9  | Stefan Selaković (c) |     |     |
| M                          | 13 | Gustav Svensson      |     |     |
| M                          | 8  | Thomas Olsson        | 11e | 63e |
| M                          | 18 | Pär Ericsson         | 62e | 63e |
| MG                         | 28 | Teddy Bjarnason      | 30e |     |
| A                          | 7  | Tobias Hysén         |     |     |
| Remplaçants :              |    |                      |     |     |
| GB                         | 12 | Marcus Sandberg      |     |     |
| D                          | 5  | Tuomo Turunen        |     |     |
| M                          | 15 | Jakob Johansson      |     | 63e |
| M                          | 20 | Alexander Faltsetas  |     | 63e |
| M                          | 22 | Tobias Sana          |     |     |
| A                          | 29 | Cristopher Mbamba    |     |     |
| A                          | 30 | William Atashkadeh   |     |     |
| Entraîneur :               |    |                      |     |     |
| Stefan Rehn & Jonas Olsson |    |                      |     |     |

| Arbitres du match - Arbitres assistants : - Mathias Klasenius - Daniel Wärnmark - Quatrième arbitre : Dragan Banjac | Règles du match - 90 minutes. - 30 minutes de prolongations en cas d'égalité. - Tirs au but si l'égalité persiste. - Sept remplaçants. - Trois remplacements possibles. |

## Compétition

### Classement
mise à jour le 15 décembre
Le classement est calculé avec le barème de points suivant : une victoire vaut trois points, le match nul un. La défaite ne rapporte aucun point.
Critères de départage :
1. plus grande « différence de buts générale » ;
2. plus grand nombre de buts marqués ;
3. plus grande « différence de buts particulière »[1].

| Rang | Équipe             | Pts | J  | G  | N  | P  | Bp | Bc | Diff |
| ---- | ------------------ | --- | -- | -- | -- | -- | -- | -- | ---- |
| 1    | Malmö FF           | 67  | 30 | 21 | 4  | 5  | 59 | 24 | +35  |
| 2    | Helsingborgs IF CS | 65  | 30 | 20 | 5  | 5  | 49 | 26 | +23  |
| 3    | Örebro SK          | 52  | 30 | 16 | 4  | 10 | 40 | 30 | +10  |
| 4    | IF Elfsborg        | 47  | 30 | 12 | 11 | 7  | 55 | 40 | +15  |
| 5    | Trelleborg         | 44  | 30 | 13 | 5  | 12 | 39 | 42 | -3   |
| 6    | Mjällby AIF P      | 43  | 30 | 11 | 10 | 9  | 36 | 29 | +7   |
| 7    | IFK Göteborg       | 40  | 30 | 10 | 10 | 10 | 42 | 29 | +13  |
| 8    | BK Häcken          | 40  | 30 | 11 | 7  | 12 | 40 | 42 | -2   |
| 9    | Kalmar FF          | 40  | 30 | 10 | 10 | 10 | 36 | 38 | -2   |
| 10   | Djurgårdens IF     | 40  | 30 | 11 | 7  | 12 | 35 | 42 | -7   |
| 11   | AIK T              | 35  | 30 | 10 | 5  | 15 | 29 | 36 | -7   |
| 12   | Halmstads BK       | 35  | 30 | 10 | 5  | 15 | 31 | 42 | -11  |
| 13   | GAIS               | 32  | 30 | 8  | 8  | 14 | 24 | 35 | -11  |
| 14   | Gefle IF           | 29  | 30 | 7  | 8  | 15 | 33 | 46 | -13  |
| 15   | Åtvidabergs FF P   | 29  | 30 | 7  | 8  | 15 | 32 | 51 | -19  |
| 16   | IF Brommapojkarna  | 25  | 30 | 6  | 7  | 17 | 20 | 48 | -28  |

Qualifications européennes
Ligue des champions 2011-2012
- 2e tour de qualification

Ligue Europa 2011-2012
- 3e tour de qualification
- 2e tour de qualification
- 1er tour de qualification[2]

Relégation
- Barrage de relégation
- Relégation en Superettan

Abréviations
T : Tenant du Titre

P : Promu de Allsvenskan

CS : Vainqueur de la Coupe de Suède

#### Journée par journée
La frise et le tableau ne prennent pas en compte des matchs joués en retard.
Leader du championnat
Évolution du classement
| Club | 1  | 2  | 3  | 4  | 5  | 6  | 7  | 8  | 9  | 10 | 11 | 12 | 13 | 14 | 15 | 16 | 17 | 18 | 19 | 20 | 21 | 22 | 23 | 24 | 25 | 26 | 27 | 28 | 29 | 30 |
| ---- | -- | -- | -- | -- | -- | -- | -- | -- | -- | -- | -- | -- | -- | -- | -- | -- | -- | -- | -- | -- | -- | -- | -- | -- | -- | -- | -- | -- | -- | -- |
| AIK  | 5  | 10 | 13 | 15 | 15 | 15 | 15 | 13 | 15 | 15 | 16 | 16 | 16 | 14 | 14 | 15 | 15 | 15 | 11 | 13 | 14 | 14 | 15 | 13 | 14 | 14 | 13 | 13 | 11 | 11 |
| IFB  | 14 | 12 | 11 | 8  | 8  | 10 | 10 | 7  | 8  | 6  | 8  | 8  | 11 | 7  | 7  | 7  | 8  | 9  | 12 | 11 | 13 | 13 | 14 | 16 | 15 | 16 | 16 | 16 | 16 | 16 |
| DIF  | 15 | 15 | 15 | 14 | 10 | 12 | 12 | 12 | 10 | 8  | 7  | 7  | 7  | 10 | 12 | 10 | 13 | 12 | 10 | 6  | 6  | 6  | 7  | 6  | 7  | 5  | 8  | 8  | 7  | 10 |
| IFE  | 6  | 3  | 5  | 6  | 7  | 7  | 9  | 5  | 3  | 4  | 4  | 4  | 5  | 5  | 5  | 5  | 4  | 4  | 3  | 4  | 4  | 4  | 4  | 4  | 4  | 4  | 4  | 4  | 4  | 4  |
| GAIS | 7  | 14 | 6  | 11 | 6  | 5  | 8  | 9  | 6  | 7  | 5  | 5  | 6  | 9  | 10 | 8  | 10 | 8  | 8  | 8  | 9  | 11 | 11 | 11 | 11 | 10 | 11 | 11 | 12 | 13 |
| GIF  | 8  | 6  | 7  | 5  | 5  | 5  | 7  | 10 | 11 | 11 | 9  | 9  | 10 | 11 | 12 | 14 | 14 | 14 | 15 | 15 | 15 | 16 | 16 | 15 | 16 | 15 | 15 | 15 | 14 | 14 |
| BKH  | 3  | 1  | 1  | 1  | 3  | 4  | 6  | 6  | 9  | 10 | 14 | 14 | 9  | 12 | 8  | 11 | 7  | 10 | 13 | 12 | 8  | 8  | 10 | 10 | 10 | 9  | 10 | 10 | 10 | 8  |
| HBK  | 9  | 11 | 8  | 9  | 12 | 9  | 5  | 8  | 7  | 9  | 10 | 10 | 13 | 8  | 11 | 9  | 12 | 13 | 14 | 14 | 12 | 12 | 12 | 12 | 12 | 11 | 12 | 12 | 13 | 12 |
| HIF  | 4  | 2  | 2  | 2  | 1  | 1  | 1  | 1  | 1  | 1  | 1  | 1  | 1  | 1  | 1  | 1  | 1  | 1  | 1  | 1  | 2  | 2  | 2  | 2  | 2  | 2  | 2  | 2  | 2  | 2  |
| IFK  | 1  | 7  | 9  | 10 | 11 | 12 | 11 | 11 | 12 | 12 | 11 | 11 | 12 | 13 | 9  | 12 | 9  | 7  | 6  | 7  | 7  | 6  | 5  | 5  | 5  | 6  | 5  | 6  | 8  | 7  |
| KFF  | 16 | 13 | 14 | 13 | 14 | 14 | 15 | 15 | 13 | 13 | 12 | 12 | 8  | 6  | 6  | 6  | 6  | 6  | 7  | 9  | 10 | 9  | 8  | 7  | 8  | 8  | 7  | 7  | 9  | 9  |
| MFF  | 10 | 4  | 3  | 3  | 2  | 2  | 2  | 2  | 2  | 2  | 2  | 2  | 2  | 2  | 2  | 2  | 2  | 2  | 2  | 2  | 1  | 1  | 1  | 1  | 1  | 1  | 1  | 1  | 1  | 1  |
| MAIF | 11 | 5  | 4  | 4  | 4  | 3  | 3  | 4  | 5  | 5  | 6  | 6  | 4  | 4  | 4  | 4  | 5  | 5  | 5  | 5  | 5  | 7  | 6  | 8  | 6  | 7  | 6  | 5  | 5  | 6  |
| ÖSK  | 2  | 8  | 10 | 7  | 9  | 8  | 4  | 3  | 4  | 3  | 3  | 3  | 3  | 3  | 3  | 3  | 3  | 3  | 4  | 3  | 3  | 3  | 3  | 3  | 3  | 3  | 3  | 3  | 3  | 3  |
| TFF  | 12 | 9  | 12 | 12 | 13 | 11 | 13 | 14 | 16 | 16 | 15 | 15 | 15 | 16 | 15 | 13 | 11 | 11 | 9  | 10 | 11 | 10 | 9  | 9  | 9  | 12 | 9  | 9  | 6  | 5  |
| ÅFF  | 13 | 16 | 16 | 16 | 16 | 16 | 16 | 16 | 14 | 14 | 13 | 13 | 14 | 15 | 16 | 16 | 16 | 16 | 16 | 16 | 16 | 15 | 13 | 14 | 13 | 13 | 14 | 14 | 15 | 15 |

### Matchs
| Résultats (▼dom., ►ext.)                                   | AIK | IFB | DIF | IFE | GAIS | GIF | BKH | HBK | HIF | IFK | KFF | MFF | MAIF | ÖSK | TFF | ÅFF |
| AIK                                                        |     | 2-1 | 1-2 | 2-0 | 1-0  | 2-0 | 1-1 | 0-1 | 2-3 | 1-2 | 0-1 | 2-0 | 0-0  | 0-1 | 1-0 | 4-1 |
| IF Brommapojkarna                                          | 0-0 |     | 0-1 | 2-2 | 1-0  | 2-1 | 2-1 | 1-0 | 1-3 | 1-2 | 2-3 | 0-4 | 1-0  | 0-1 | 0-3 | 0-2 |
| Djurgårdens IF                                             | 2-1 | 0-0 |     | 4-4 | 1-1  | 1-1 | 0-3 | 0-2 | 0-1 | 0-1 | 0-2 | 1-0 | 1-0  | 2-1 | 3-0 | 2-1 |
| IF Elfsborg                                                | 4-0 | 1-0 | 3-1 |     | 1-0  | 1-0 | 0-0 | 6-0 | 1-3 | 1-1 | 4-1 | 2-2 | 2-0  | 3-3 | 4-1 | 4-1 |
| GAIS                                                       | 3-1 | 1-1 | 0-1 | 0-2 |      | 2-1 | 2-1 | 1-1 | 0-0 | 0-0 | 2-2 | 0-0 | 3-2  | 0-1 | 1-3 | 0-0 |
| Gefle IF                                                   | 1-0 | 2-0 | 2-2 | 0-0 | 1-0  |     | 0-2 | 1-2 | 1-3 | 0-0 | 0-0 | 1-3 | 3-3  | 1-3 | 1-3 | 4-2 |
| BK Häcken                                                  | 0-1 | 5-0 | 2-1 | 1-1 | 0-2  | 0-2 |     | 2-0 | 2-1 | 1-5 | 1-1 | 0-4 | 0-1  | 2-1 | 4-2 | 0-0 |
| Halmstads BK                                               | 1-2 | 2-0 | 2-0 | 1-3 | 3-0  | 1-0 | 1-2 |     | 2-4 | 1-0 | 2-1 | 0-2 | 1-2  | 1-1 | 0-0 | 4-0 |
| Helsingborgs IF                                            | 1-0 | 1-0 | 3-3 | 2-1 | 0-1  | 3-1 | 3-1 | 2-1 |     | 2-0 | 0-0 | 2-1 | 2-1  | 2-1 | 1-0 | 3-0 |
| IFK Göteborg                                               | 4-0 | 1-1 | 1-1 | 5-1 | 2-1  | 2-2 | 0-1 | 3-0 | 0-0 |     | 3-1 | 0-2 | 0-0  | 0-0 | 1-2 | 3-0 |
| Kalmar FF                                                  | 0-3 | 3-0 | 0-1 | 2-2 | 3-1  | 1-1 | 1-3 | 1-0 | 1-0 | 0-3 |     | 2-3 | 1-1  | 4-1 | 2-1 | 1-2 |
| Malmö FF                                                   | 1-0 | 2-1 | 2-1 | 1-0 | 1-0  | 2-0 | 3-1 | 1-1 | 2-0 | 2-1 | 0-1 |     | 2-0  | 3-0 | 2-0 | 3-1 |
| Mjällby AIF                                                | 0-0 | 0-0 | 3-0 | 2-0 | 3-0  | 1-3 | 2-2 | 2-0 | 0-1 | 0-0 | 0-0 | 4-2 |      | 1-0 | 1-1 | 2-1 |
| Örebro SK                                                  | 1-0 | 1-1 | 1-0 | 3-0 | 0-2  | 3-1 | 2-0 | 3-0 | 3-0 | 2-1 | 1-0 | 0-3 | 0-2  |     | 2-0 | 2-0 |
| Trelleborgs FF                                             | 4-1 | 0-1 | 3-1 | 1-1 | 2-0  | 2-1 | 3-2 | 1-0 | 0-0 | 1-1 | 1-1 | 0-3 | 2-1  | 1-0 |     | 0-3 |
| Åtvidabergs FF                                             | 1-1 | 4-1 | 2-1 | 1-1 | 0-1  | 0-1 | 0-0 | 1-1 | 0-3 | 2-1 | 0-0 | 3-3 | 1-2  | 0-2 | 3-1 |     |
| - Victoire à domicile - Match nul - Victoire à l'extérieur |     |     |     |     |      |     |     |     |     |     |     |     |      |     |     |     |

### Les barrages
L'équipe qui évolue en Allsvenskan joue le match retour à domicile.
- les matchs de barrage voient s'opposer le 3e de Superettan au 14e d'Allsvenskan
  - 10 novembre 2010: GIF Sundsvall – Gefle IF 0 – 1  Rapport
  - 14 novembre 2010: Gefle IF - GIF Sundsvall 2 – 0 Rapport
  - Résultats cumulés: 3 – 0 pour Gefle IF

Gefle reste donc en Allsvenskan

## Fair Play

### Attribution des points
Chaque match est évalué par le délégué de l'UEFA sur la base des critères suivants :
- Cartons rouges et jaunes

Chaque équipe commence le match avec 10 points desquels sont déduits :
- - 1 point par carton jaune
  - 3 points par carton rouge
- Jeu positif
  - Ce critère vaut 10 points au maximum et 1 point au minimum. Il a pour objectif de récompenser le jeu actif qui est attrayant pour les spectateurs.
- Respect de l’adversaire

Ce critère vaut 5 points au maximum et 1 point au minimum. Il vise à évaluer le comportement des joueurs vis-à-vis de leurs adversaires indépendamment du critère « Cartons rouges et jaunes ». L'évaluation se fait sur des attitudes positives plutôt que sur des infractions.
- Respect de l’arbitre

Ce critère vaut 5 points au maximum et 1 point au minimum. Une attitude positive à l’égard de l'arbitre sera récompensée, y compris l'acceptation d’une décision discutable sans réclamation.
- Comportement des officiels d’une équipe

Ce critère vaut 5 points au maximum et 1 point au minimum. Il évalue les aspects positifs et négatifs du comportement des officiels d'une équipe. La
collaboration avec les médias sera également considérée comme un critère d'évaluation.
- Comportement du public

Ce critère vaut 5 points au maximum et 1 point au minimum. Il n'est pris en compte que dans la mesure où un certain nombre de supporters de l'équipe concernée assistent à la partie.

#### Évaluation globale
L'évaluation d'une équipe s'obtient en additionnant les points attribués selon les différents critères, puis en divisant ce total par le nombre maximum de points et en multipliant le résultat par 10. Le nombre maximum de points par match est généralement égal à 40. Si toutefois le nombre de supporters d'une équipe est négligeable et que le critère « Comportement du public » n'est pas évalué le nombre maximum de points à attribuer est de 35. L'évaluation est calculée au millième. Les chiffres ne seront pas arrondis.

### Le Classement 2010
| Rang 2010           | Rang 2009           | Evolution           | Club                | Points |
| ------------------- | ------------------- | ------------------- | ------------------- | ------ |
| 1                   | 4                   | +3                  | Malmö FF            | 7.758  |
| 2                   | 1                   | -1                  | IF Elfsborg         | 7.617  |
| 3                   | 11                  | +8                  | BK Häcken           | 7,587  |
| 4                   | 2                   | -2                  | Kalmar FF           | 7,519  |
| 5                   | 8                   | +3                  | Halmstads BK        | 7,477  |
| 6                   | 12                  | +6                  | Örebro SK           | 7,468  |
| 7                   | 7                   | =                   | Trelleborgs FF      | 7,463  |
| 8                   | 16                  | +8                  | Djurgårdens IF      | 7,454  |
| 9                   | 10                  | -1                  | Helsingborgs IF     | 7,448  |
| 10                  | Superettan          | Superettan          | Mjällby AIF         | 7,438  |
| 11                  | Superettan          | Superettan          | Åtvidabergs FF      | 7,433  |
| 12                  | 3                   | -9                  | Gefle IF            | 7,431  |
| 13                  | 6                   | -7                  | IFK Göteborg        | 7,425  |
| 14                  | 5                   | -9                  | AIK                 | 7,167  |
| 15                  | 9                   | -6                  | IF Brommapojkarna   | 7,156  |
| 16                  | 15                  | -1                  | GAIS                | 7,024  |
| Moyenne allsvenskan | Moyenne allsvenskan | Moyenne allsvenskan | Moyenne allsvenskan | 7,429  |

## Statistiques

### Meilleurs buteurs
| Rang | Buteur              | Club                       | Nb de Buts |
| ---- | ------------------- | -------------------------- | ---------- |
| 1    | Alexander Gerndt    | Gefle IF & Helsingborgs IF | 20         |
| 2    | / Denni Avdić       | IF Elfsborg                | 19         |
| 3    | / Mathias Ranégie   | BK Häcken                  | 12         |
| 4    | / Agon Mehmeti      | Malmö FF                   | 11         |
| 5    | Tobias Hysén        | IFK Göteborg               | 10         |
| 5    | Moestafa El Kabir   | Mjällby AIF                | 10         |
| 5    | Ricardo Santos      | Kalmar FF                  | 10         |
| 5    | Daniel Larsson      | Malmö FF                   | 10         |
| 9    | Jakob Orlov         | Gefle IF                   | 9          |
| 9    | Daniel Mendes       | Kalmar FF                  | 9          |
| 9    | Kennedy Igboananike | Djurgårdens IF             | 9          |
| 9    | Marcus Ekenberg     | Mjällby AIF                | 9          |

### Meilleurs passeurs
| Rang | Joueurs            | Club            | Passes |
| ---- | ------------------ | --------------- | ------ |
| 1    | Daniel Larsson     | Malmö FF        | 10     |
| 2    | Stefan Selaković   | IFK Göteborg    | 8      |
| 2    | Rasmus Jönsson     | Helsingborgs IF | 8      |
| 4    | Marcus Ekenberg    | Mjällby AIF     | 7      |
| 4    | / Guillermo Molins | Malmö FF        | 7      |
| 6    | Patrik Anttonen    | Örebro SK       | 6      |
| 6    | Kristian Bergström | Åtvidabergs FF  | 6      |
| 6    | Anders Svensson    | IF Elfsborg     | 6      |
| 6    | Daniel Sobralense  | Kalmar FF       | 6      |
| 6    | Michael Görlitz    | Halmstads BK    | 6      |
| 6    | Wilton Figueiredo  | Malmö FF        | 6      |
| 6    | / Haris Radetinac  | Åtvidabergs FF  | 6      |

### Statistiques diverses
Buts
- Premier but de la saison : 29e minute - Tobias Hysén pour l’IFK Göteborg à Kalmar, le 13 mars 2010
- Plus grande marge : IF Elfsborg-Halmstads BK, le 22 mars 2010 (6-0), 6 buts
- Plus grand nombre de buts dans une rencontre : Djurgårdens IF-IF Elfsborg, le 24 octobre 2010 (4-4), 8
- Plus grand nombre de buts en une mi-temps : 6
  - Djurgårdens IF 4-4 IF Elfsborg (3-3 en seconde mi-temps)
- Nombre de victoires : de Malmö FF, 21 à l’IF Brommapojkarna, 6
- Nombre de matchs nuls : de l’IF Elfsborg, 11, à Örebro SK et Malmö FF, 4
- Nombre de défaites : de l’IF Brommapojkarna, 17, à Helsingborgs IF et Malmö FF, 5

Discipline
- Premier carton jaune :  Alexander Faltsetas de l’IFK Göteborg à la quatorzième minute de la première journée, à Kalmar, le 13 mars 2010.
- Premier carton rouge :  Kristoffer Nordfeldt de Brommapojkarna à la suite de deux avertissements aux 27e et 28e minutes, sur le terrain d’Helsingborgs IF le 14 mars 2010.
- Joueur cumulant le plus d'avertissements : Adrian Gashi (HIF), Tobias Grahn (MAIF) et Kenny Pavey (AIK), 9
- Joueurs exclus le plus souvent : Martin Andersson (IFE), Joel Ekstrand (HIF), Prince ikpe Ekong (DIF), Fredrik Lundgren (GAIS), Pontus Segerström (IFB), Mostapha El Kabir (MAIF), Nordin Gerzic et Samuel Wowoah (ÖSK), 2

Autres statistiques
- Score le plus fréquent : 2-1, 29 fois, ce qui représente 12,1 % des matchs
- 4 joueurs ont disputé l'intégralité des 30 journées de championnat : Henrik Gustavsson (Åtvidabergs FF), Mattias Asper(Mjällby AIF), Mattias Hugosson (Gefle IF) et Daniel Bernhardsson (Gefle IF). Parmi eux, Bernhardsson est le seul joueur de champ.

## Récompenses
- Meilleur entraîneur : Roland Nilsson (Malmö FF)
- Meilleur espoir : Ivo Pekalski (Malmö FF)
- Meilleur joueur : Alexander Gerndt (Gefle IF, puis Helsingborgs IF)
- Meilleur arbitre : Markus Strömbergsson (Gävle)